# FN P90
FN P90 — бельгийский пистолет-пулемёт (персональное оружие самообороны), разработанный в 1986—1987 годах фирмой FN Herstal. Был разработан, в первую очередь, для танкистов и водителей боевых автомобилей и машин. Специально для P90 был разработан патрон типа 5,7 × 28 мм SS190, обладающий высокой пробивной мощностью и низкой степенью рикошетирования. Пуля данного патрона развивает дульную скорость до 715 м/с и способна пробить титан/кевларовый броневой жилет, соответствующий требованиям НАТО CRISAT до 20 метров.
Из-за необычного внешнего вида часто используется в фантастических фильмах и сериалах, таких как: «Доктор Кто», «Остров» и «Звёздные врата: SG-1».

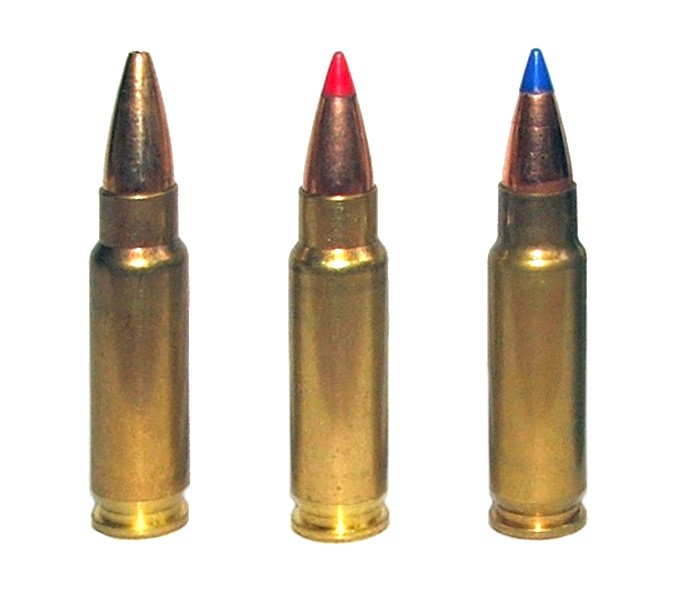
P90 использует высокоскоростной патрон небольшого калибра, 5,7 × 28 мм.

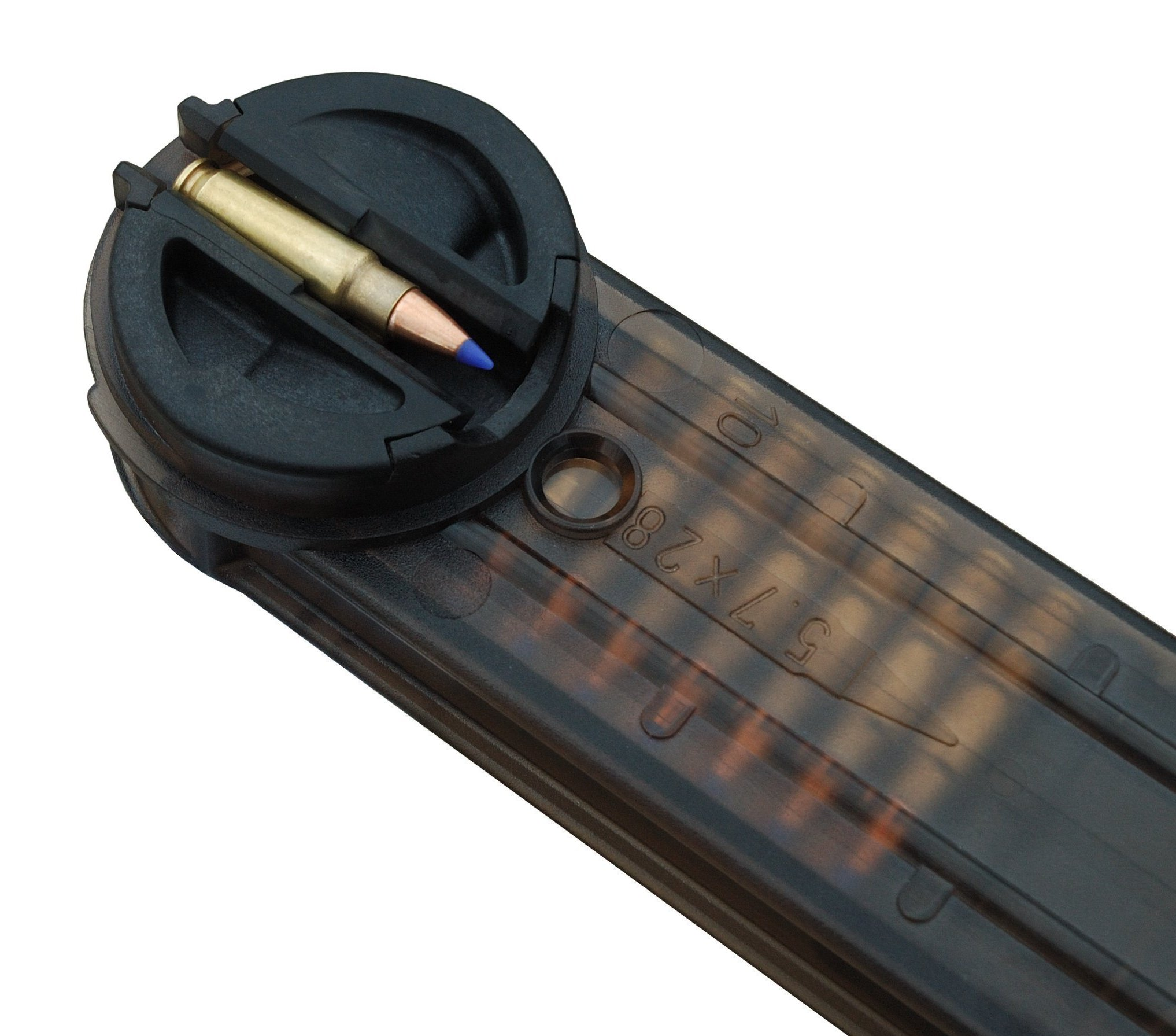
Уникальный магазин P90 имеет ёмкость 50 патронов, и он подходит вровень с рамкой оружия.

## Система
FN P90 был построен по схеме булл-пап, автоматика работает по схеме со свободным затвором. Огонь ведется с закрытого затвора. Ударно-спусковой механизм куркового типа, позволяющий вести как одиночный, так и автоматический огонь (фиксированными очередями по 3 выстрела).
Магазин (конструктор — Rene Predazzer, патент США № 4 905 394 от 6 марта 1990 года) установлен поверх ствольной коробки и его ёмкость составляет 50 патронов, при этом патроны в нём расположены перпендикулярно стволу и перед подачей в патронник разворачиваются на 90 градусов. Магазин сделан из прозрачного пластика, что позволяет стрелку видеть количество патронов в нём. Наполнение магазина производится обычным образом. Стреляные гильзы выбрасываются вниз, через полую рукоятку управления огнём. FN Р90 оборудован встроенным коллиматорным прицелом кратности 1Х с прицельной сеткой в виде буквы Т. Прицельная сетка имеет автоматически регулируемую подсветку в зависимости от наружной освещённости; также оружие оснащено лазерным целеуказателем, расположенным снизу. Кроме того, к нему прилагается глушитель, но его эксплуатация возможна лишь при использовании патронов с дозвуковой скоростью. Одной из основных задач конструкторов было максимальное снижение веса оружия и боеприпасов. Бельгийские конструкторы пошли по пути создания малокалиберного патрона с высокой начальной скоростью пули и разработали соответствующий поставленным требованиям боеприпас, обладавший настильной траекторией полёта пули и дававший небольшую силу отдачи, что облегчало ведение огня и поражение противника для неопытных солдат со слабой огневой подготовкой (при этом необходимая останавливающая способность обеспечивается за счёт применения неустойчивого боеприпаса, кувыркающегося при попадании). Такой комплекс оружие-патрон был призван в перспективе заменить в действующих армиях стран НАТО пистолеты и пистолеты-пулемёты под традиционный патрон 9 мм Парабеллум.

## Оценка используемого патрона экспертами НАТО
В 2002 и 2003 годах эксперты НАТО провели серию испытаний с целью стандартизации нового калибра патрона для PDW, заменив патрон калибра 9 мм Парабеллум. Тесты проводились для оценки характеристик патронов FN 5,7×28 мм (применяемого в FN P90) и HK 4,6×30 мм (применяемого в HK MP7). Результаты тестов НАТО были проанализированы сформированной группой экспертов из Канады, Франции, Великобритании, и США, и выводом группы стало то, что патрон FN 5,7×28 мм является «несомненно» более эффективным калибром.
Эта группа экспертов НАТО отметила превосходящую (на 27% бо́льшую) эффективность стрельбы патроном 5,7×28 мм по незащищённым целям и эквивалентную эффективность против защищённых целей. Эксперты также отметили меньшую чувствительность к экстремальным температурам у патрона 5,7×28 мм и больший потенциальный риск эрозии ствола оружия с применением патрона 4,6×30 мм.
Оба патрона (и образцы оружия, их применяющие) были независимо приняты различными странами НАТО.
В 2021 г. опубликовано соглашение о стандартизации (STANAG) 4509. Тем самым завершён процесс стандартизации НАТО калибра 5,7x28 мм, разработанного FN®.

### Достоинства
- Может приспосабливаться для стрельбы как с левого, так и с правого плеча.
- Малогабаритный, лёгкий и (несмотря на специфический дизайн) очень удобный.
- Прост в эксплуатации.
- Превосходная точность, дальность и кучность стрельбы (по сравнению с «обычными» ПП под патроны калибром 7,62...11,43 мм).
- Небольшая и хорошо контролируемая отдача оружия.
- Высокая плотность огня.
- Большая ёмкость магазина.
- Высокая пробивная и проникающая способность скоростной малокалиберной пули.
- Хорошая поражающая способность из-за высокой скорости и рысканья пули, несмотря на малый калибр, небольшой вес пули и небольшую энергию.

### Недостатки
- Спорное останавливающее действие легкой малокалиберной пули.
- Очень специфическая конструкция и длина магазина по сравнению с большинством «обычных» моделей пистолетов-пулеметов, что осложняет и замедляет перезарядку, особенно в сложных условиях боя. Длинные магазины имеют низкую прочность и надёжность.
- Большая себестоимость производства: в три раза дороже современной штурмовой винтовки и в 5–7 раз дороже ПП типа «Узи».

## Страны-эксплуатанты
- Австрия: спецподразделение армии Jagdkommando[13] и военная полиция[14].
- Аргентина: спецподразделения ВМС[15], жандармерия, авиаполиция[16].
- Бангладеш: подразделение по борьбе с терроризмом и формирования спецназа армии.
- Бельгия: полицейское и армейское формирования спецназа.
- Великобритания: подразделения полиции, охраняющие Международный Аэропорт Бирмингема и другие аэропорты.
- Германия: Федеральное ведомство уголовной полиции Германии.
- Греция: береговая охрана, полицейское спецподразделение EKAM.
- Индия: спецподразделение SPG.
- Ирландия — на вооружении армейских рейнджеров[17][неавторитетный источник].
- Испания: спецназ полиции, жандармерия.
- Италия: спецподразделения GIS, NOCS и COMSUBIN.
- Канада: полиция Галифакса, Монреаля и спецподразделение по борьбе с терроризмом Joint Task Force 2.
- Кипр: спецназ национальной гвардии (350 экземпляров P90 с лазерными целеуказателями и тактическими фонарями).
- Ливия: республиканская гвардия, вооруженные формирования Общего Управления Безопасности и государственного Управления Безопасности.
- Малайзия: спецподразделение PASKAL ВМС.
- Мексика: армия и ВМС Мексики.
- Марокко: спецподразделение GISGR.
- Нидерланды: спецподразделения UIM и KCT.
- Пакистан: армия, пакистанский спецназ.
- Панама: вооружённые силы Панамы.
- Перу: спецназ[18] и ВМС Перу.
- Польша: спецподразделение GROM.
- Португалия: спецназ ВМС и полиции.
- Россия: ограниченно используется спецподразделениями ФСБ, МВД, и армии.
- Саудовская Аравия: спецназ Вооружённых сил Саудовской Аравии.
- Сингапур: спецназ Сингапурских вооружённых сил.
- США: Секретная служба США, подразделение Министерства национальной безопасности США по охране федеральных объектов, Служба иммиграции и натурализации США и некоторые подразделения SWAT.
- Таиланд: спецназ таиландской армии
- Турция: жандармерия.
- Украина: в 2010 году партия P90 была заказана и в 2011 — поступила на вооружение Управления государственной охраны[19].
- Чили: армия, морская пехота.
- Филиппины: спецподразделение национальной полиции.
- Франция: морская пехота, подразделение жандармерии GIGN, полицейское формирование спецназа RAID.